# Condescendencia
La condescendencia es, en buen sentido, el deseo de complacer, dar gusto y acomodarse a la voluntad del otro. Sin embargo, en sentido negativo se usa el término para referirse a una amabilidad forzada que nace del sentimiento de superioridad hacia otra persona. 

## En sentido positivo
Es condescendiente la persona que trata de dar gusto a los demás, tratando de comprender sus sentimientos, con lo que estaría relacionada con la empatía. Etimológicamente viene del latín "condescendere" que significa rebajarse para ponerse al nivel de alguien, con la implicación de que la persona se acomoda a los deseos o gustos del otro no por necesidad u obligación, sino por bondad. La condescendencia también está relacionada con la magnanimidad. En este sentido, Terencio dijo "La condescendencia crea amigos, y la verdad, odios."

## En sentido negativo
En sentido negativo se dice que alguien está siendo condescendiente cuando se mezcla un sentimiento de superioridad (a menudo injustificado) con una amabilidad mal entendida hacia la persona a la que supuestamente se intenta beneficiar. Una forma habitual de actuar con condescendencia es simplificando innecesariamente una explicación, lo cual está relacionado con la inteligencia que le suponemos a la otra persona. A modo de ejemplo, un astrónomo que explique a un lego un eclipse solar sin usar términos técnicos como perigeo o apogeo no necesariamente está actuando con condescendencia, pero si empezara su explicación puntualizando que la Tierra es esférica probablemente estaría siendo condescendiente. También es habitual obrar con condescendencia mediante muestras de apoyo o alabanzas claramente insinceras. Algunas veces se usa a propósito un tono condescendiente como modo de infligir una humillación sutil a la persona a la que se dirige.
El DRAE recoge como segunda acepción de condescender "Aceptar o tolerar con suficiencia o desdén".